# Crenatosquilla oculinova
Crenatosquilla oculinova is een bidsprinkhaankreeftensoort uit de familie van de Squillidae. De wetenschappelijke naam van de soort is voor het eerst geldig gepubliceerd in 1942 door Glassell.